# Saint-Remy-en-l'Eau
Saint-Remy-en-l'Eau är en kommun i departementet Oise i regionen Hauts-de-France i norra Frankrike. Kommunen ligger i kantonen Saint-Just-en-Chaussée som tillhör arrondissementet Clermont. År 2022 hade Saint-Remy-en-l'Eau 435 invånare.

## Befolkningsutveckling
Antalet invånare i kommunen Saint-Remy-en-l'Eau
| Referens: INSEE |